# Skovshoved Idrætspark
Skovshoved Idrætspark er et fodboldstadion i Skovshoved som er hjemsted for byens fodboldklub, Skovshoved IF.